# Episodi di The Girls Next Door (quarta stagione)
La quarta stagione della serie televisiva The Girls Next Door è andata in onda negli USA dal 12 agosto 2007 al 2 marzo 2008 sul canale E!.
| nº | Titolo originale                        | Titolo italiano | Prima TV USA     | Prima TV Italia |
| -- | --------------------------------------- | --------------- | ---------------- | --------------- |
| 1  | Training Dazed                          |                 | 12 agosto 2007   |                 |
| 2  | Dangerous Curves                        |                 | 19 agosto 2007   |                 |
| 3  | Surely, You Joust                       |                 | 26 agosto 2007   |                 |
| 4  | Guess Who's Coming to Luncheon?         |                 | 2 settembre 2007 |                 |
| 5  | Patriot Dames                           |                 | 9 dicembre 2007  |                 |
| 6  | Heavy Lifting                           |                 | 16 dicembre 2007 |                 |
| 7  | Half-Baked Alaska                       |                 | 23 dicembre 2007 |                 |
| 8  | Unveilings                              |                 | 30 dicembre 2007 |                 |
| 9  | There's Something About Mary O'Connor   |                 | 6 gennaio 2008   |                 |
| 10 | The Full Monte Carlo                    |                 | 13 gennaio 2008  |                 |
| 11 | Everyday Is Wednesday                   |                 | 20 gennaio 2008  |                 |
| 12 | Go West, Young Girl                     |                 | 27 gennaio 2008  |                 |
| 13 | Jamaican Me Crazy                       |                 | 10 febbraio 2008 |                 |
| 14 | Wedding Belles                          |                 | 17 febbraio 2008 |                 |
| 15 | It's My Party and I'll Die if I Want To |                 | 18 febbraio 2008 |                 |
| 16 | Surf's Up                               |                 | 2 marzo 2008     |                 |